# John Fitzgerald Kennedy meggyilkolása
Milyen békéről beszélek, és milyen békét keresünk? Nem a világra fegyverekkel erőltetett Pax Americanát. Nem a sír békéjét, vagy a rabszolga biztonságát. A valódi békéről beszélek, arról a békéről, mely élhető életet biztosít a földön, mely lehetővé teszi az embereknek és a nemzeteknek, hogy gyarapodjanak, hogy reméljenek, és hogy egy jobb életet építsenek gyerekeiknek – nem csupán békét az amerikaiaknak, hanem békét minden nőnek és férfinak…

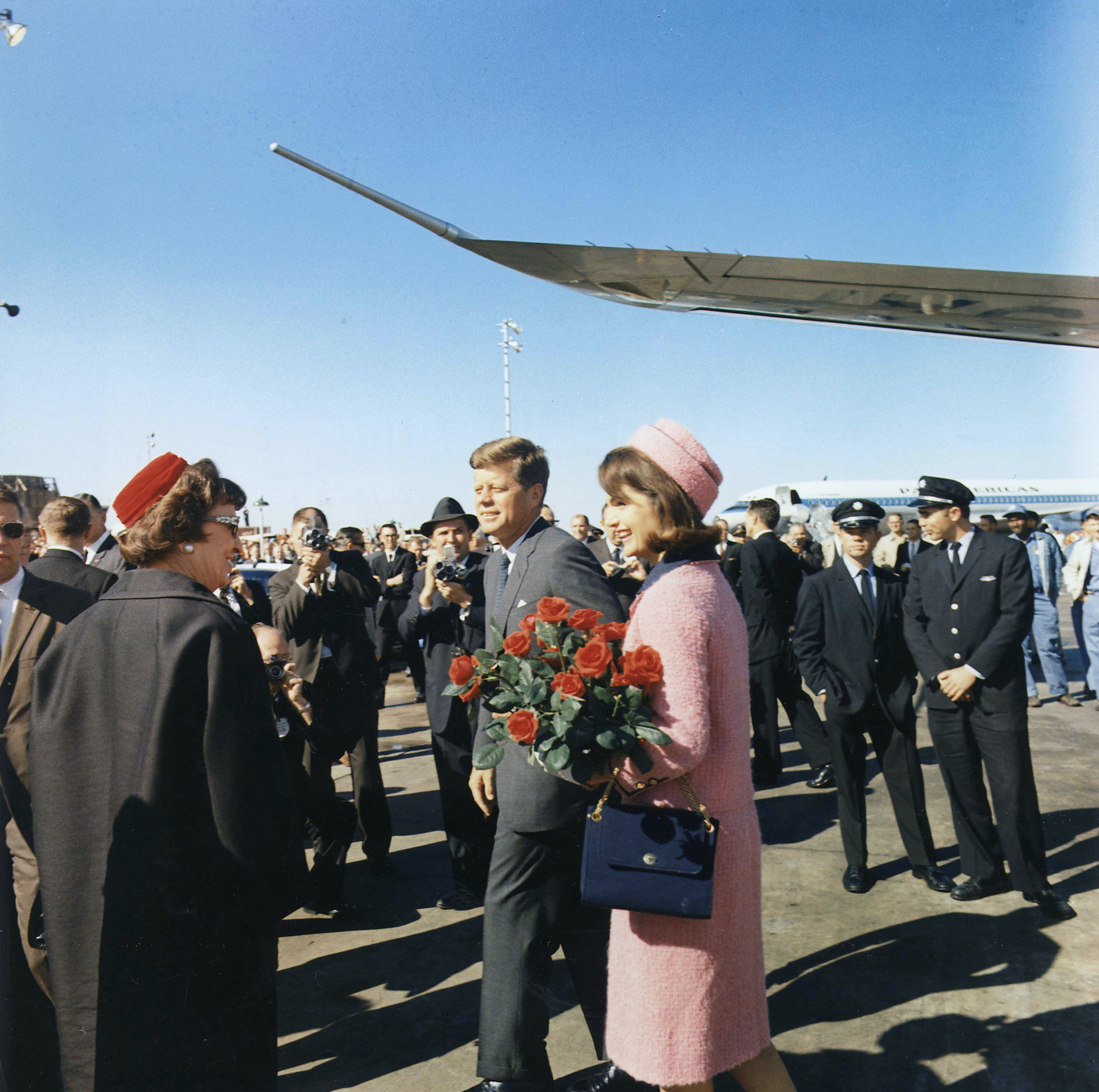
Az elnöki pár a Love Field repülőtérre történt megérkezésük után elindul a végzetes útra

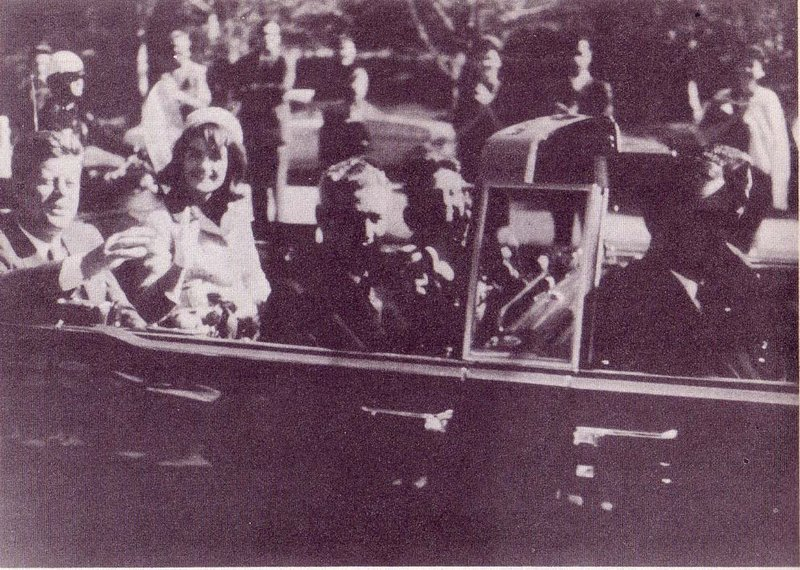
Az elnök gépkocsija közvetlenül a merénylet előtt

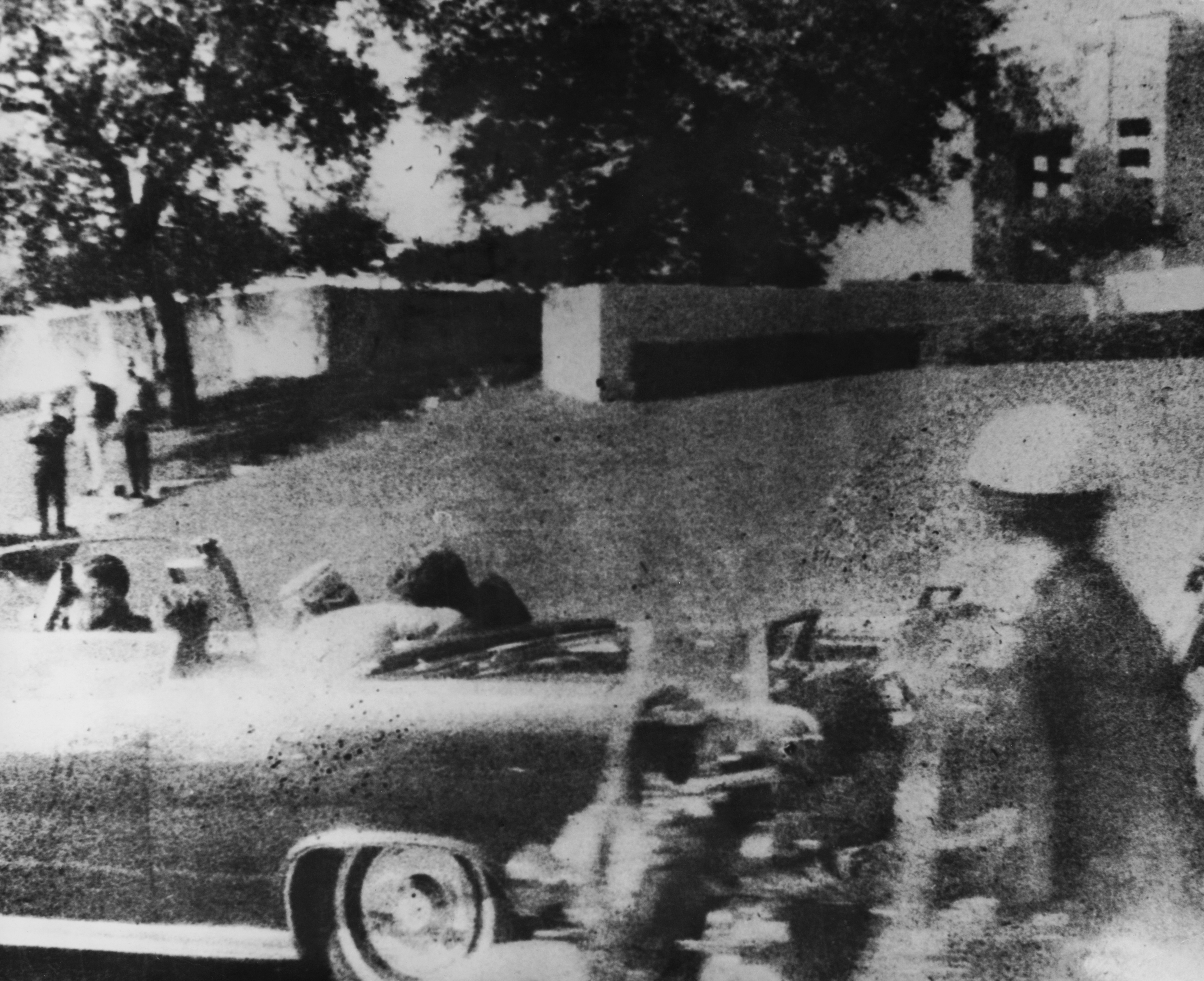
Mary Moorman szemtanú polaroid fényképe a végzetes fejlövés pillanata után

John Fitzgerald Kennedy meggyilkolása, amit gyakran egyszerűen Kennedy-gyilkosságnak vagy dallasi merényletnek hívnak, a Texas állambeli Dallasban történt a beszéd elhangzása után öt hónappal, 1963. november 22-én. Kennedy, az Amerikai Egyesült Államok harmincötödik elnöke volt, a negyedik amerikai elnök, akit hivatali ideje alatt meggyilkoltak. A nyitott gépkocsiban utazó Kennedy a merénylet következtében meghalt, és megsebesült John Connally, Texas állam kormányzója is. Az egyetlen ember, aki Kennedyn és Connallyn kívül megsérült, egy nézelődő, James Tague volt, akit betontörmeléktől származó sérülés ért, amit az első, elhibázott lövés járdaszigetbe csapódott golyója vert fel.
Hivatalosan 13.38-kor jelentették be, hogy Kennedy elnök halott. A gyilkosság elkövetésével Lee Harvey Oswaldot gyanúsították meg, akit hamar le is tartóztattak, de 48 órával és 7 perccel később ő is befejezi földi pályafutását, mivel Jack Ruby bártulajdonos hasba lőtte.
A Kennedy-gyilkosság kivizsgálására kongresszusi bizottságot állítottak fel. A bizottság élére Earl Warren, a Legfelsőbb Bíróság elnöke került. Tíz hónapos munka után készült el a bizottság elnökéről elnevezett Warren-jelentés, mely szerint Oswald „magányos tettes” volt, azaz nem állt mögötte semmiféle politikai vagy egyéb más csoportosulás. Az aktákat 75 évre titkosították.

## Kennedy utolsó útja
Az elnöki látogatás útvonala a Love Field repülőtérről a Main Street, Houston Street, Elm Street volt. Az Elm és Houston street sarkán a tankönyvraktár tetején lévő, hatalmas hirdetőtábla órája pontosan 12 óra 30 percet mutatott, amikor az elnöki autó 15 km/óra sebességre lassulva bekanyarodott az Elm Streetre. Abraham Zapruder egy lugas kőkerítésének peremén állva 350 képkockás filmfelvételen rögzítette az ezt követő eseményeket.
A GG 300 rendszámú Lincoln Limousine SS–100–X gépkocsi utasai:
- William Greer, sofőr
- Roy Kellerman, titkosügynök
- Nellie Connally, a texasi kormányzó felesége
- John Bowden Connally Jr., texasi kormányzó
- Jacqueline Kennedy, az elnök felesége
- John Fitzgerald "Jack" Kennedy, az Amerikai Egyesült Államok elnöke

## A merénylet helyszíne

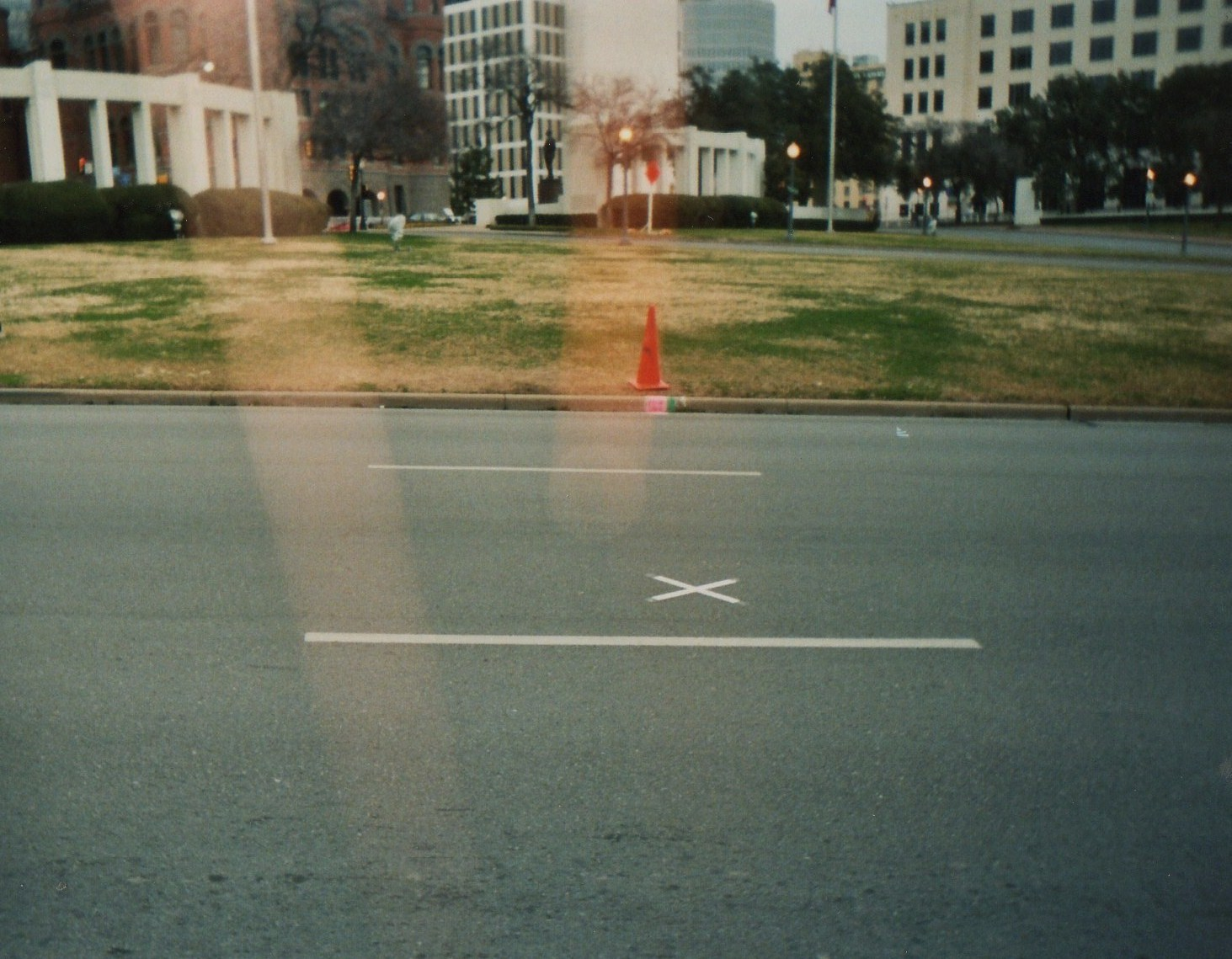
A jel

Az Elm Street és a Dealey Plaza kereszteződésnél található. A fehér kereszt az Elm Street közepén azt a helyet jelöli, ahol 1963. november 22-én 12.30-kor halálos lövés érte John F. Kennedyt, az USA történelmének legfiatalabb elnökét.
John F. Kennedy 1963. november 22-én Dallasba repült, hogy részt vegyen egy közszereplésen. Szándéka az volt, hogy békét teremt a frakciózó helyi Demokrata Párt soraiban, és előkészíti a következő évi elnökválasztást. A texasi Fort Worthből az elnöki küldöttség dél körül érkezett Dallas Love Field repülőterére, s a gépkocsikonvoj innen indult a városba.
Fél egykor a lépésben haladó elnöki konvoj az Elm Streetre fordult. A nyitott autóban feleségével és a texasi kormányzóval utazó Kennedyt ekkor találták el a lövések; előbb a torkán, majd a fején. A Parkland kórházba szállították.

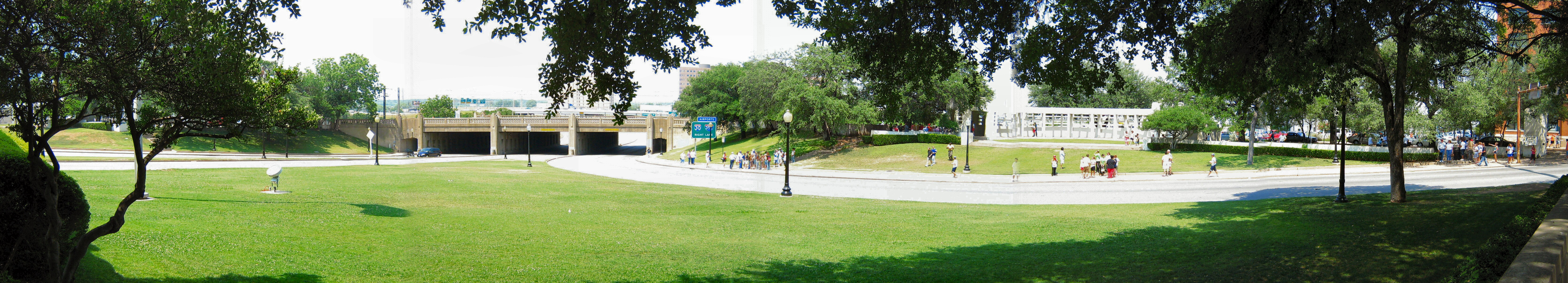
A dallasi Elm Street, a gyilkosság helyszíne: é. sz. 32° 46′ 44″, ny. h. 96° 48′ 31″32.778889°N 96.808611°W

## A lövések

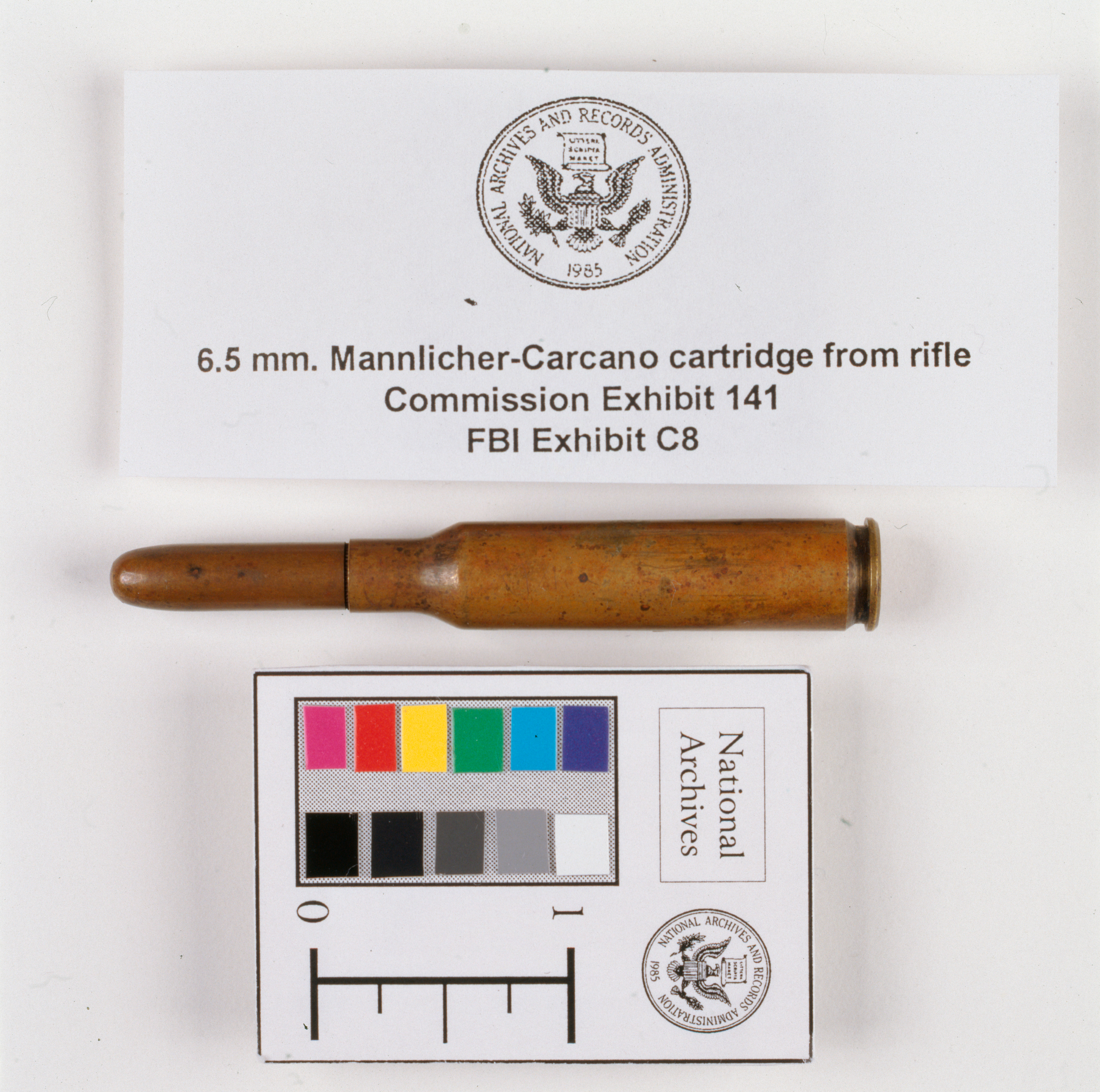
Lee Harvey Oswald Mannlicher-Carcano típusú fegyveréhez való 6,5 milliméteres lőszer fényképe

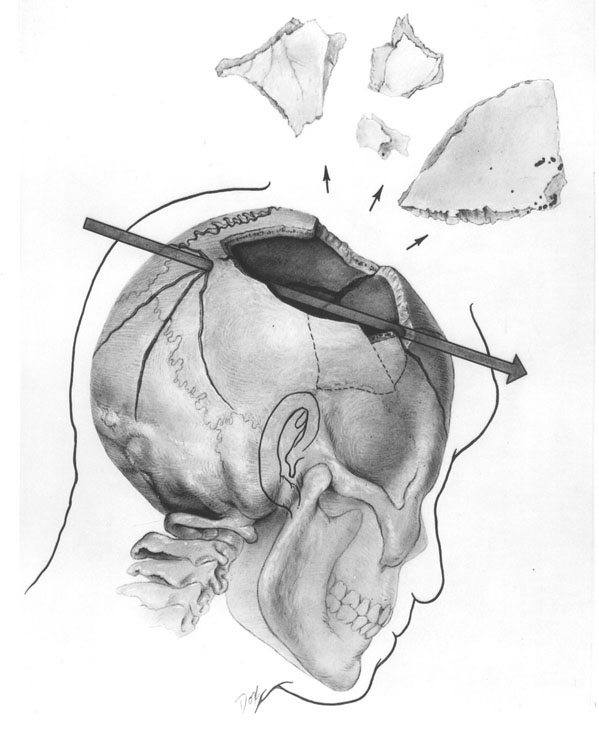
Rajz Kennedy fejsebéről

Helyi idő szerint 12.29-kor Kennedy nyitott limuzinja behajtott a Dealy Plaza keleti oldalán futó Houston Streetre, majd balra kanyarodott az Elm Streetre, elhaladva a tankönyvraktár mellett, ami az autó menetiránya szerint az utca jobb oldalán állt. Ezt követően lövéseket adtak le az elnökre. A szemtanúk nagy többsége (több mint háromnegyede) úgy emlékezett, hogy három lövést hallott. A tanúk egy része felismerte, hogy az első lövés által keltett hang lőfegyvertől származott, de a tömeg és az autókonvojban utazók nagy része szinte semmilyen reakciót nem mutatott. Később sokan közülük úgy emlékeztek, hogy azt hitték, petárdarobbanást vagy a konvoj egyik járműve kipufogójának durranását hallották.
Egyetlen másodpercen belül, a Zapruder-filmen a 155. és 169. kocka között megörökített pillanatban Kennedy, a felesége és Connally kormányzó is hirtelen jobbra fordította a fejét.
Az elnökhöz hasonlóan világháborús veterán, gyakorlott vadász Connally tanúvallomásában úgy nyilatkozott, hogy azonnal felismerte egy nagy erejű lőfegyver hangját, és jobbra fordította a fejét és a testét, hogy lássa a mögötte ülő elnököt. Mivel ez nem sikerült, ismét előre fordult, majd balra. A vallomásban elmondta, hogy az egyeneshez képest mintegy húsz fokkal nézett balra, amikor a háta jobb felső részén lövés érte, amelynek hangját a vallomása szerint nem hallotta. Az őt megműtő orvos szerint tényleg 27 fokkal fordult el az egyenestől a lövés pillanatában. Miután meglőtték, Connally azt kiáltotta: „Ó, ne, ne, ne! Istenem! Mindannyiunkat meg fognak ölni!”
Mrs. Connally vallomása szerint közvetlenül az első, félelmetes zajt követően, amelyet valahonnan a háta mögül, jobbról hallott, Kennedy elnökhöz fordult, és látta, hogy az már mindkét karját és könyökét felemelte, kezei pedig az arca és a nyaka előtt voltak. Ekkor újabb lövést hallott, és Connally kormányzó kiáltozni kezdett. Mrs. Connally ekkor az elnöktől a férjéhez fordult, majd újabb lövés hallatszott, őt és a limuzin hátsó ülését vér, koponya- és agydarabok borították be.
A Warren-bizottság és a képviselőház merényleteket vizsgáló különbizottsága szerint miközben az elnök jobb kezét felemelve integetett a tömegnek, lövés érte a háta felső részén, enyhén megsértve egy csigolyát a jobb tüdő tetejénél, áthatolt a nyakán, majd annak középvonala közelében, a gége alatt lépett ki, érintve a nyakkendő csomóját. Ekkor Kennedy felemelte a könyökét, és az arca és a nyaka előtt ökölbe szorította a kezét, majd előre és balra hajolt. A felesége, aki ekkor már felé fordult, átölelte. Connally kormányzó szintén reagált, miután ugyanaz a lövedék a hátán, a jobb hónalja alatt behatolva ovális bemeneti sebet okozott, szétroncsolta az ötödik borda egy 10 cm-es részét, majd a jobb mellbimbó alatt kilépett a mellkasból, több mint 6 cm-es, ovális kimeneti sebet hagyva hátra. Ezután tovább haladva eltalálta a kormányzó jobb alkarját a csukló felett, nyolc darabra törte az orsócsontot, és a csukló alatt, a tenyér belső oldalán lépett ki. Végül eltalálta a bal comb belső oldalát, ahol megállt.
A Warren-bizottság szerint az első lövedék a Zapruder-film 220. és 225. kockája közötti időben csapódott be, a merényletet kivizsgáló képviselőházi bizottság szerint viszont pontosan a 190. kockán.
A Warren-bizottság szerint az elnököt eltaláló második lövedék a Zapruder-film 313. kockája pillanatában csapódott be (a bizottság nem nyilatkozott a tekintetben, hogy ez a második vagy a harmadik kilőtt golyó volt-e), amikor az elnöki limuzin a John Neely Bryanről elnevezett betonpergola előtt haladt el (a képviselőházi bizottság arra a következtetésre jutott, hogy ez az utolsó a negyedik lövés volt, és hogy ezeket két lövész adta le, akik közül az egyik eltűnt). Mindkét bizottság szerint a lövedék Kennedy elnök fejének hátsó részén hatolt be (a képviselőházi bizottság szerint a Warren-jelentésben szereplőnél 10 cm-rel magasabban), majd egy nagyjából ovális lyukat robbantott a koponya hátsó és jobb oldali területén. Vér, agy- és csontdarabok borították be az autó belsejét, a szélvédő belső és külső oldalát, a csomagtartót és a motorháztetőt, az elnöki limuzint követő autót és annak sofőrje bal karját, valamit a limuzin két oldalán haladó motoros rendőröket. Mrs. Kennedy ekkor felmászott a csomagtartó fedelére. Miután visszamászott az ülésére, Connelly kormányzó és a felesége szerint is többször azt mondta: „Megölték a férjemet” és „a kezemben van az agya”.
Clint Hill, a titkosszolgálat ügynöke az elnöki limuzint követő autó fellépőjén állva utazott. Vallomásában elmondta, hogy az első lövést hallva, amint az több, az eseményeket megörökítő filmen, így a Zapruder-film 308. kockáján is látható, leugrott az úttestre, és előre futott, hogy felszálljon a limuzinra és megvédje az elnököt. (Hill a Warren-bizottság előtt tett vallomásában elmondta, hogy miután leugrott az autóról, még két lövést hallott.) Miután az elnököt fejbe lőtték, Mrs. Kennedy kimászott a limuzin csomagtartójára, bár később erre nem emlékezett. Hill azt hitte, valamit el akart érni, talán az elnök koponyájának egy darabját. Az ügynök ezután felugrott a limuzin hátuljára, miközben a first lady visszatért az ülésébe, Hill pedig az autóba kapaszkodott, míg az nagy sebességgel elhagyta a teret, hogy a Parkland Memorial kórházhoz hajtson. A kórházban Robert McClelland sebészorvos ekkor egy vázlatrajzot készített Kennedy elnök koponyáját és nyakát ért sebekről. A rajza szerint két merénylő, különböző szögből érkező lövedékei találták el az elnököt.

### További sebesültek
Connally kormányzó, aki a Kennedyt szállító limuzinban, az elnök előtti ülésen és hozzá képest 7–8 cm-rel balra ült, bár életveszélyesen megsebesült, de életben maradt. Az orvosok később azt mondták, azzal, hogy a felesége az ölébe húzta, olyan nyomást fejtett ki, ami segített lezárni a mellkasi sebet, amelyen keresztül levegő áramlott a mellkasba, a jobb tüdő összeesésével légmellet okozva.
Az egyetlen ember, aki Kennedyn és Connallyn kívül megsebesült, egy nézelődő, James Tague volt, aki a jobb arcán szenvedett kisebb sérülést. Elmondása szerint úgy érezte, valami megcsípte, és nem is tulajdonított ennek különösebb jelentőséget addig, amíg egy közelben álló rendőr nem figyelmeztette, hogy vérzik az arca. Tague 160 m-re állt a tankönyvraktár ötödik emeleti, legkeletibb ablakától, 81 m-re az elnöktől a fejlövés pillanatában, kissé jobbra attól, amerre az elnök nézett, és közel 5 m-rel az elnök fejének magassága alatt. Sérülése akkor keletkezett, amikor egy lövedék vagy annak darabja eltalálta a közeli Main Street déli járdaszegélyét. Tague a Warren-bizottság előtt tanúskodva arra a kérdésre, hogy az emlékei szerinti három lövésből melyik találta el, azt felelte, hogy a második vagy a harmadik. Az ügyész ismételt kérdésére úgy nyilatkozott, hogy a második lövéssel egy időben sebesült meg.

### További események a Dealey Plazán
Az elnöki limuzin egy füves domb mellett haladt az Elm Street északi oldalán a halálos lövés pillanatában. Ahogy a konvoj elhagyta a teret, az utcáról és egy közeli vasúti felüljáróról rendőrök és nézők rohantak fel a dombra, az annak tetején álló, másfél méter magas kerítés mögötti parkolóba, ahol azonban nem találták meg a feltételezett lövészt. S. M. Holland, aki a felüljáróról figyelte a konvojt, úgy tanúskodott, hogy „közvetlenül” a lövések után a parkolóba ment, azonban nem látott senkit elfutni onnan.
Lee Bowers vasúti váltókezelő, aki egy, a parkoló északi oldalán álló, egyemeletes épületben tartózkodott zavartalanul belátta a kerítés mögötti területet a lövések idején. Összesen négy embert látott az épület és az Elm Street közötti területen: egy középkorú és egy fiatalabb férfit, akik 3–5 m-re álltak egymástól a felüljáró közelében, és úgy tűnt, nem ismerik egymást, valamint egy vagy két egyenruhás parkolóőrt. A lövések idején látott „valami különöset, egyfajta nyüzsgést”, aminek az okát nem tudta. Bowers úgy tanúskodott, hogy egyik vagy mindkét férfi még ott volt, amikor Clyde Haygood motoros rendőr felért a domb tetejére. Egy 1966-os interjúban Bowers egyértelműsítette, hogy a két férfi a pergola és a kerítés közötti nyílt területen állt, és „senki” nem állt a kerítés mögött a lövések idején.
Eközben Howard Brennan kazánszerelő, aki a tankönyvraktárral szemben, az utca túloldalán ült, szólt egy rendőrnek, hogy lövést hallott fentről, és felnézve látta, hogy egy férfi újabb lövést ad le az ötödik emeleti, sarki ablakból. Azt mondta, ugyanazt a férfit látta kinézni az ablakon néhány perccel korábban. Brennan személyleírást adott a lövészről, amit rádión minden dallasi rendőrnek továbbítottak 12:45-kor, 12:48-kor és 12:55-kor
Miközben Brennan a rendőrrel beszélt, csatlakozott hozzájuk Harold Norman és James Jarman, a tankönyvraktár két dolgozója, akik a raktár délkeleti, negyedik emeleti ablakaiból figyelték az elhaladó konvojt. Norman elmondta, hogy három lövést hallott közvetlenül a fejük fölül. Norman ugyancsak hallotta egy tolózáras puska hangját és a földre hulló töltényhüvelyek zaját.
Arra vonatkozóan, hogy a rendőrség mikor zárta le a tankönyvraktár kijáratait, a becslések 12:33 és 12:50 között szóródnak.
A 104 szemtanú közül, akiknek a lövések irányára vonatkozó véleményét rögzítették, 54-en (51,9%) gondolta úgy, hogy az összes lövés a raktár felől érkezett, 33-an (31,7%) úgy vélték, az összes lövés a füves domb vagy a vasúti felüljáró felől jött, 9 tanú (8,7%) szerint egy helyről, de teljesen más irányból, ötük (4,8%) szerint két irányból és hármuk (2,9%) szerint olyan irányból lőttek, ami megfelelhet akár a füves dombnak, akár a tankönyvraktárnak is.
Emellett a Warren-bizottság az általuk elfogadott három lövésről megállapította, hogy „a tanúk döntő többsége azt állította, hogy a lövések időben nem egyenletesen oszlottak el. A legtöbb tanú úgy emlékezett, hogy a második és harmadik lövés gyorsan követte egymást.”  A későbbi rekonstrukciós kísérletek során egyetlen mesterlövésznek sem sikerült 5,6 másodperc alatt nem automata puskából 3 lövést leadnia, ezt az elméleti teljesítményt az 1964-es tokiói olimpiai bajnok Hammerl László sem tudta megismételni.

### További elemzések
A Discovery Channel ismeretterjesztő tévécsatorna szakértői 2008-ban újraalkották a merénylet körülményeit: a legmodernebb vérminta-elemzések, és egy háromdimenziós számítógépes szimuláció segítségével minden kétséget kizáróan sikerült bebizonyítani, hogy a gyilkos lövéseket a tankönyvraktár ötödik emeletéről adták le az Egyesült Államok 35. elnökére.
Ugyanerre a következtetésre jutott a National Geographic Channel  JFK The Lost Bullet című filmje, amelyben az eseményről készült amatőr felvételek digitálisan feljavított változatai alapján reprodukálták az eseményeket.

### „Döntő bizonyíték” az ötvenéves évfordulóra
2013-ban, a merénylet ötvenéves évfordulója apropóján bemutatott JFK – Döntő bizonyíték (JFK: The Smoking Gun) című dokumentumfilm, amit szintén a Discovery Channelen mutattak be, egy ausztrál nyomozó, Colin McLaren, valamint egy volt amerikai katona és fegyverszakértő, Howard Donahue hosszas nyomozásának végkövetkeztetéseit foglalja össze, amiket kizárólag ballisztikai vizsgálatokra és tanúvallomásokra alapoznak. Ezek alapján Kennedy halála egy fatális baleset miatt következhetett be. A nyomozás szerint a legvalószínűbb forgatókönyv a következő:
Oswald valóban rálőtt Kennedyre, de csak két alkalommal, a tankönyvraktárban talált három töltényhüvelyéből az egyiket csupán a fegyvere závárzatának védelmére használhatta, mintegy védőkupakként. Oswald első lövése az úttestbe csapódott, az innen felpattanó szilánk pedig eltalálhatta az elnököt, aki fel is kiáltott, hogy meglőtték. A második lövés már valóban eltalálta őt és Connelly kormányzót is, ezt a lövedéket nevezték „mágikus golyónak” is, de a vizsgálat szerint ebben semmi mágikus nem volt – lásd lentebb, „A »mágikus golyó« teória” fejezetben. A harmadik, halálos lövést azonban nem Oswald, hanem George Hickey, a titkosszolgálat ügynöke adta le, véletlenül a Kennedy mögötti autóból, amelyben az ügynökök követték az elnök kocsiját. Erre a Kennedy elnök fején lévő bemeneti seb szöge, annak Oswald töltényeihez képest kisebb kalibere és az azokhoz képest egészen más roncsolást okozó sérülések utalnak. Hickey újonc ügynökként vett részt az elnöki konvoj kísérésében, és amikor észlelte a lövéseket a tankönyvraktár tetejéről, a kocsiban lévő AR-15-ös gépkarabély után kapott, amit mindjárt ki is biztosított, de mivel Kennedy már megsérült, a konvoj gázt adott, hogy az elnökkel mihamarabb a kórházba érjenek, Hickey pedig egyensúlyát vesztve véletlenül elsütötte a gépkarabélyt, ami pont Kennedy fejét találta el. Többen vallották, hogy láttak az egyik ügynöknél egy gépkarabélyt, a konvojban haladó személyek közül pedig többen éreztek lőporszagot. Egy képen látható is, hogy a kísérőautóban az egyik ügynöknél, akiről később derült ki, hogy ő George Hickey, AR-15-ös van. A titkosszolgálat ezután mindent megtett, hogy eltussolja a hibáit, vizsgálatokat szabotált és bizonyítékokat foglalt le, de a kialakult kaotikus állapotok is a kezükre játszottak; a Warren-bizottság sem firtatta túlságosan a titkosszolgálat esetleges mulasztásait és Hickeyt meg sem hallgatták.
A fegyverszakértő Donahue könyvet írt a nyomozásáról, többen pedig szerették volna megszólaltatni Hickeyt, aki viszont egyszer sem állt szóba senkivel, de pert indított, amikor a neve szóba került a tragédia kapcsán, mint elkövetőé, viszont az ügyet elévülés miatt elutasították. Donahue a könyvében a kiderített adatok alapján nem marasztalta el Hickeyt. George Hickey 2005-ben elhunyt.

## Összeesküvés-elméletek
A rejtélyesnek mondott gyilkosság azóta is foglalkoztatja a történészeket és az újságírókat. Sok teória látott napvilágot arról, hogy Kennedy elnököt, az USA első katolikus elnökét a kommunista Lee Harvey Oswald egymaga lőtte-e le, avagy a nagyvállalatok lobbija, esetleg a CIA-nak a maffiával szövetkezett szélsőségesei gyilkolták meg. A titokzatosságot növeli, hogy a teóriák között olyan kérdések is felmerültek, hogy a gyilkosságra Fidel Castro vagy Lyndon B. Johnson adott parancsot, vagy netán az idősebb George Bush, aki a kérdéses napon szintén Dallasban járt.
A hivatalos bizottsági jelentéssel ellentétben sokak számára kétséges maradt az is, hogy három lövés dördült-e, és mind a tankönyvlerakatból jött-e. Vitatják, hogy Kennedyt mindhárom találat hátulról érte. Ugyancsak kétségesnek tartják, hogy a Connally texasi kormányzót megsebesítő golyó először az elnököt találta volna el. Több, a bizottság elé be nem idézett tanú határozottan állította: az első lövés elölről a felüljáróról, vagy annak közeléből jött. Ha ezek közül a feltételezések közül valamelyik beigazolódik, akkor Oswaldon kívül legalább még egy személynek kellett lőnie az elnökre.

### A sofőr teória
A Zapruder film kockáin látszik, hogy a lövések nyomán az elnöki autóban utazók automatikusan behúzzák a nyakukat. Egy furcsa optikai csalódás következtében létrejött teória szerint a képkockákról az is leolvasható, hogy ebben a pillanatban William Greer sofőr vezetés közben hátrafordul, és a bal kezében tartott fegyvernek látszó tárggyal a jobb válla fölött célba veszi az elnököt és lő. Észlelhető a kezében a fegyver és a torkolattűz. Kennedy feje szétrobban és élettelenül a bal oldalán ülő feleségére dől. Azonban egy alaposabb megfigyelés után kivehető, hogy nem tartott és sütött el fegyvert Greer. Ezt az is megerősíti, hogy egyetlen szemtanú sem említette meg, hogy Greer elsütött volna bármilyen fegyvert.
A sofőrteória cselekményei a 304-320-as képkockák alatt zajlanak le

### A füves domb teória
Egy tanúvallomás alapján keletkezett ez a teória. Julia Ann Mercer egy órával a merénylet előtt hajtott el kocsijával az Elm Street-i füves domb előtt. Rövid ideig dugóba került, s pont egy Ford furgon mellett állt meg. Ekkor látta, hogy abból egy férfi, kezében puskatokkal kiszállt és megindult a dombra fölfelé. A gyilkosság után ezt bejelentette mind a helyi FBI irodán, mind pedig a dallasi seriff hivatalában. Julia Ann Mercert soha nem idézték be a Warren-bizottság elé.

### A „mágikus golyó” teória

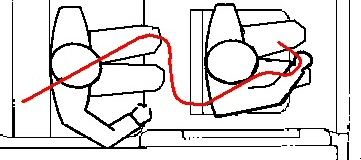
A mágikus golyó útja

A "single bullet theory" vagy más néven "magic bullet theory" (azaz a „mágikus golyó” teória) feltételezés szerint, amit a Warren-bizottság részletezett a Kennedy meggyilkolásának ügyében indított nyomozásban, a mágikus golyó az elnök hátán hatolt be, lefelé, 17 fokos szögben. Aztán felfelé haladva Kennedy nyakán a nyakkendőcsomó helyén távozott. Majd valószínűleg a levegőben először jobbra, majd balra fordult és megcélozta Connally kormányzó jobb hónalját. Ezt követően 27 fokos szögben haladt tovább, szétzúzta Connally bordáját, és a mellkasa jobb oldalán távozott. Azután jobbra fordult, és eltalálta Connally jobb csuklóját, szétzúzta az orsócsontját, majd újra távozott, ezután drámai módon visszafordult, és belefúródott Connally bal combjába, ahonnan később kiesett és a golyót később megtalálták egy hordágyon a Parkland kórházban. A mágikus golyó teóriát a 2013-as JFK – Döntő bizonyíték c. film azzal magyarázza, hogy Connally kormányzó az elnöki limuzin pótülésén ült, ami Kennedy ülése előtt, attól lejjebb és balra helyezkedett el, vagyis a kormányzó nem egy vonalban és magasságban ült az elnökkel, és hátra is fordult az elnök felé, amikor az első lövés hangját meghallotta, így pedig már megfelelnek a sérülések a golyó egyenes röppályájának.

### Hat lövés
Az elméletek egyike szerint a Warren-jelentésben foglaltakkal ellentétben hat lövést adtak le az elnökre.
Az első lövést a tankönyvraktár mellett a Houston street átellenes oldalán álló épület irányából adták le. A lövés célt tévesztve gellert kapott az aszfalton. Az elnöki autót követő limuzinban elhelyezkedő nyolc testőr közül többen is a becsapódás zajának irányába fordultak. Egyikük ki is hajolt, hogy megnézze, nem az elnök autója kapott-e defektet.
A három és fél másodperccel ezután következett, a Dal-Tex épületéből leadott újabb lövés szintén célt tévesztett. A golyó a Main Street és a vasúti felüljáró alatt a Main Street déli járdájának szegélyébe csapódott, ahol a felrepülő repeszdarabok megsebesítettek egy járókelőt, James Tague-t, aki a felüljáró alatt tartózkodott.
A harmadik lövés szemből torkon találta Kennedyt a nyakkendőcsomó tájékán, majd a lövedék a testben lefelé haladva megállt. Kennedy elfehéredett, és mind a két kezével a nyakához kapott.
A negyedik a harmadik lövéssel szinte egy időben történt, s hátulról, a lapocka tájékán találta el Kennedyt, a gerincoszlopától jobbra. A lövedék meredeken lefelé haladva a testében áthatolt rajta és a mellkas jobb oldalán át távozott, majd továbbhaladva belefúródott az előtte ülő Connally kormányzó bal combjába.
Az ötödik lövés végzetes volt. Szétrobbantotta Kennedy koponyájának jobb oldalát, miközben az elnök teste balra és hátra rándult a lövedék becsapódásának erejétől. Kennedy e lövés után lehanyatlott a nyitott gépkocsi hátsó ülésére.
A hatodik, utolsó lövést a tankönyvraktár emeletéről adták néhány tized másodperccel a fejlövés után. Ez a lövés is célt tévesztett, és Connallyt találta el, akinek zakóján látható a becsapódás nyoma, majd az ezt követő képeken az egyre terjedő vérfolt. A lövedék átfúródott Connally mellkasán, összezúzta a jobb oldali ötödik borda elülső és oldalsó részének mintegy 10 cm-es darabját, majd a mellkason át távozott. Szétroncsolta a kormányzó bal csuklóját, majd a limuzinba fúródott.

## Kennedy temetése

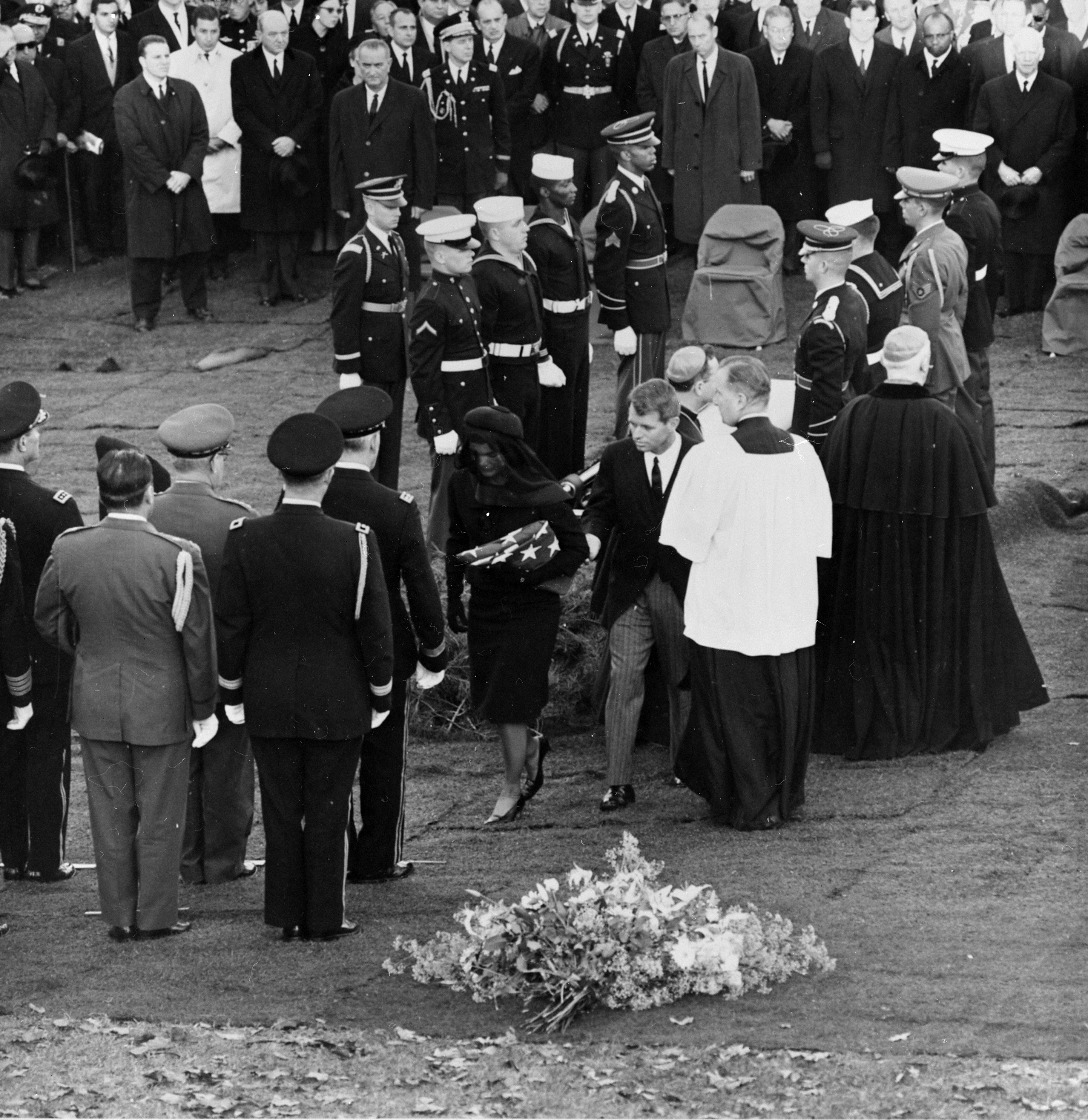
1963. november 25., Arlington Nemzeti Temető

John Fitzgerald Kennedyt 1963. november 25-én az Arlington Nemzeti Temetőben helyezték örök nyugalomra. Édesanyja, Rose Fitzgerald Kennedy e szavakkal búcsúzott:
Azt mondják, az idő minden sebet begyógyít. Szerintem ez nem így van. Az agy idővel - hogy megóvja magát - szövetekkel veszi körül a sebet. Így csökken a fájdalom, de a seb megmarad.

## Az Oswald-gyilkosság

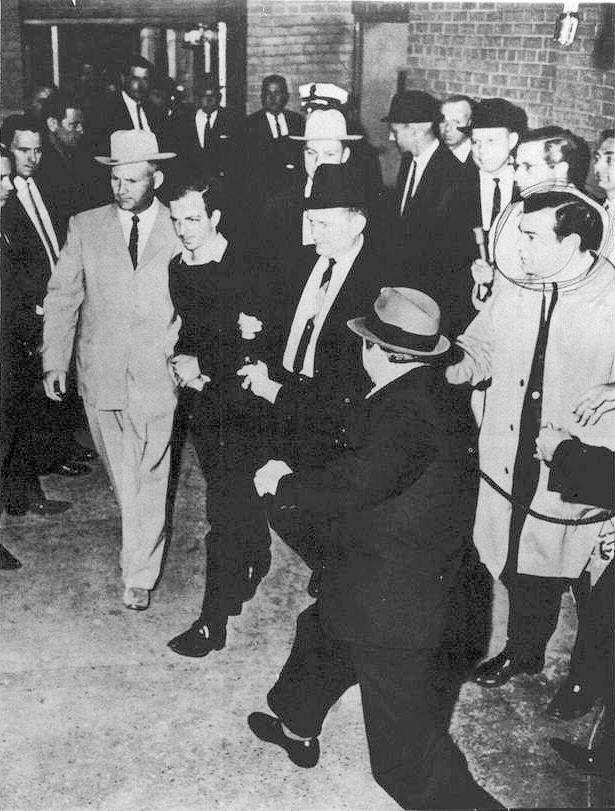
Jack Ruby lelövi Oswaldot. Ez volt az első alkalom, hogy tévénézők milliói voltak szemtanúi egy gyilkosságnak

1963. november 24-én a hatóságok arra készültek, hogy az elnök elleni merénylettel vádolt Lee Oswaldot páncélozott autón átvigyék a rendőrkapitányságról a közeli megyei börtönbe. A rendőrség pincéjében egy sötét kalapos férfi ugrott elő a riporterek és fényképészek csoportjából és a rendőrök gyűrűjében álló Oswaldot közvetlen közelről hasba lőtte. A tettes Jack Ruby (eredeti nevén Jacob Leon Rubenstein), aki egy éjszakai bár zsidó tulajdonosa volt. Mire a rendőrök mozdulni tudtak volna, az önkényes ítéletvégrehajtó már cselekedett. A történelemben először voltak milliók a szemtanúi gyilkosságnak, hiszen az élő közvetítést tévénézők sokasága látta Amerikában. Rubyról, mint a maffia által felbérelt orgyilkosról kezdett beszélni a világ. Tettének következtében sok-sok összeesküvés-elmélet keletkezett, amelyekben mind azt tárgyalták, hogy nemcsak az elnöknek, hanem a túl sokat tudó Oswaldnak is meg kellett halnia. Rubyt 1967. január 4-én Chicagóban temették el. Halálának állítólagos oka tüdőembólia volt, rákbetegsége is közszájon forgott. Mivel az egyik teória az volt, hogy Oswald nem is azonos önmagával, nem is őt temették el, mert akit eltemettek az tulajdonképpen egy szovjet ügynök volt, aki felvette Oswald személyazonosságát, 1981-ben exhumálták Oswald földi maradványait, de minden kétséget kizáróan megállapították, hogy ez a feltételezés teljesen alaptalan.

## Filmek és fotók
Nyolc-tíz másodperc Dallas központjában a Dealey Plazán 1963. november 22-én. Ennyi idő alatt zajlott le a Kennedy elnök elleni merénylet. Az esemény a történelem legtöbbet tanulmányozott néhány másodpercévé vált, aminek idején 82 fotós és ﬁlmes tartózkodott a helyszínen, a Dealey Plazán.

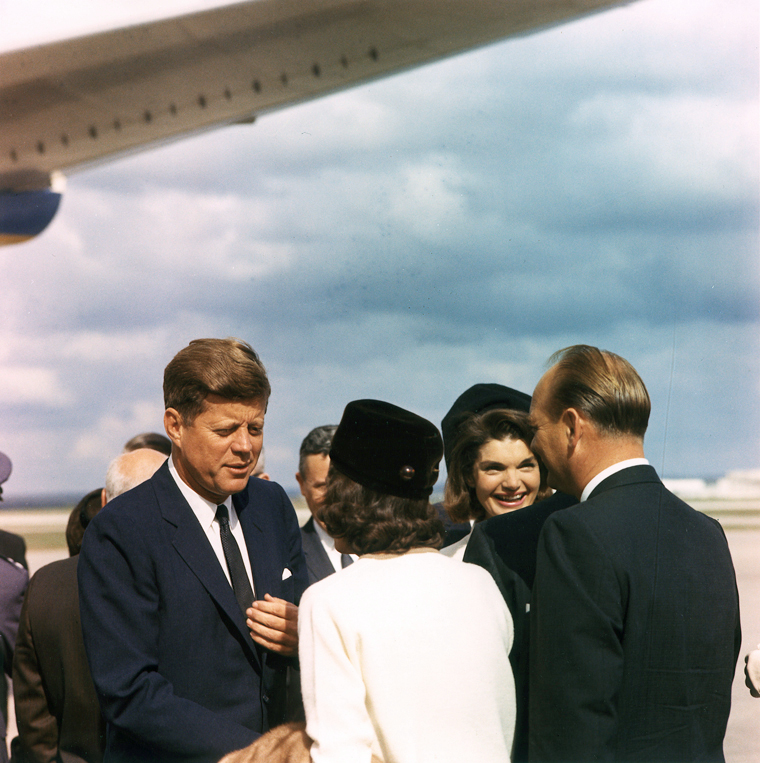
Az elnök és felesége, Jacqueline Kennedy megérkezik Dallasba
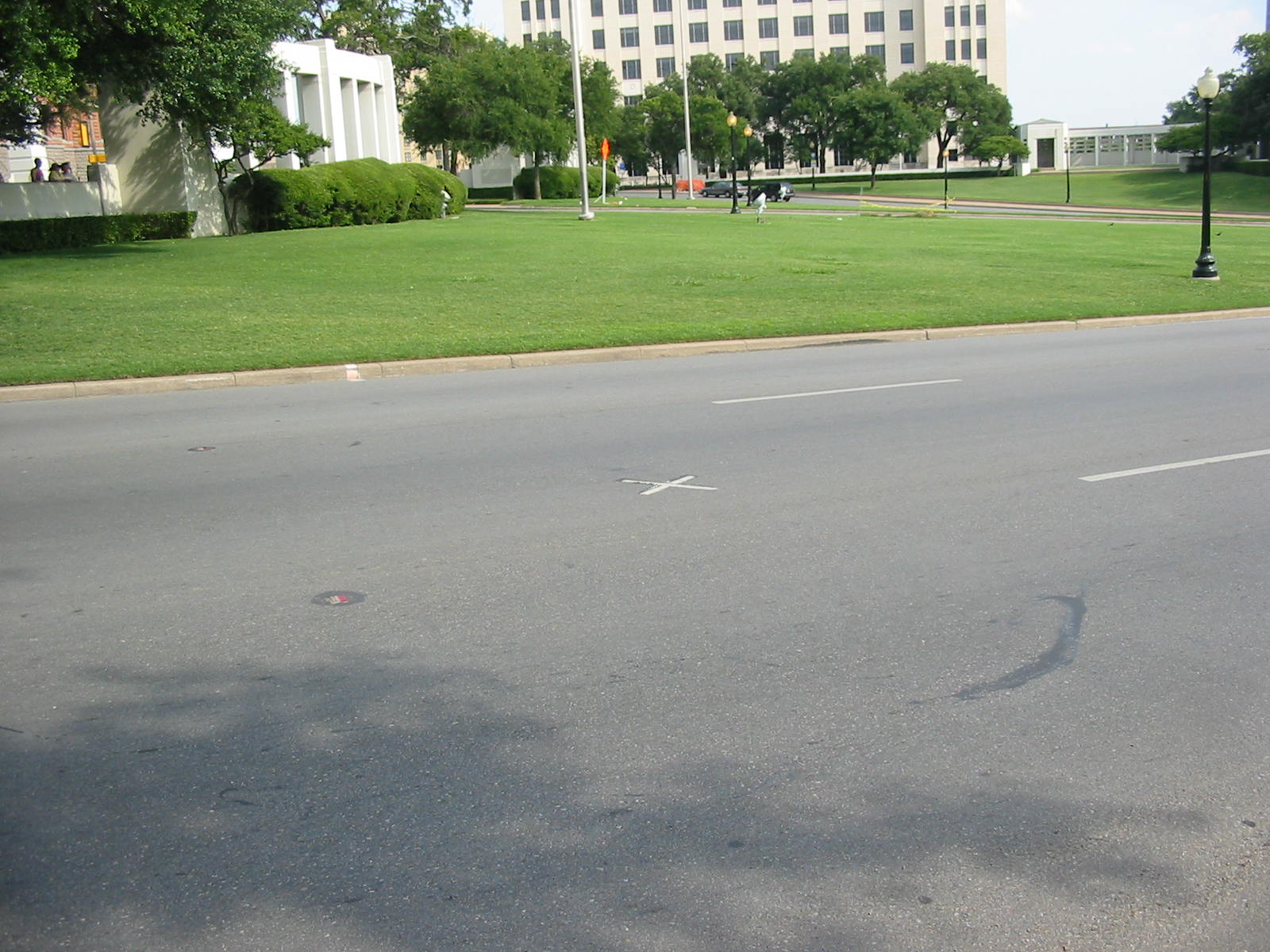
Fehér kereszt jelöli az aszfalton Kennedy testének helyzetét, ahol a halálos lövés érte
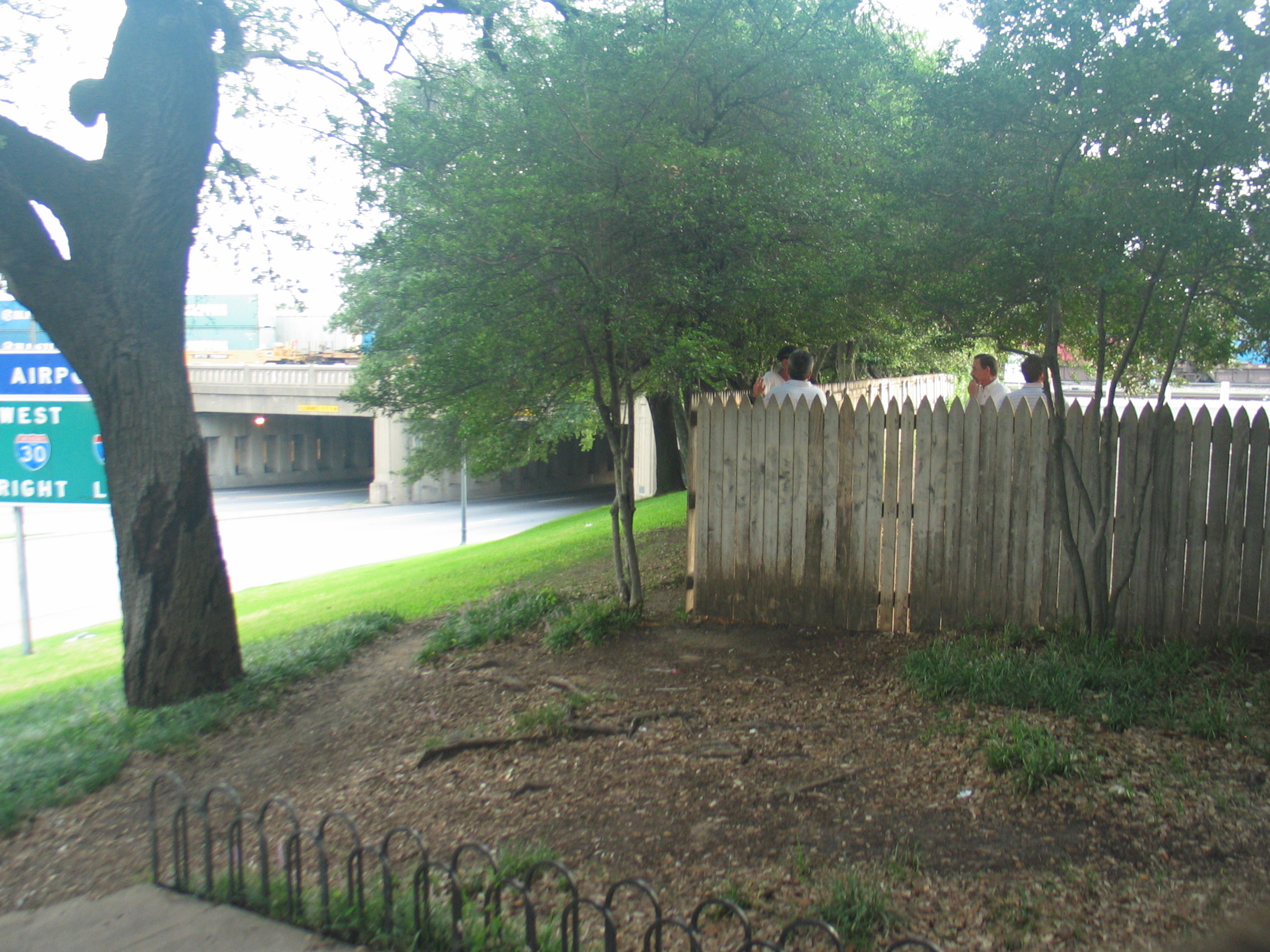
A füves domb tetején elhelyezkedő palánk, amely mögött egyes teoretikusok szerint egy második merénylő árnyéka megjelent
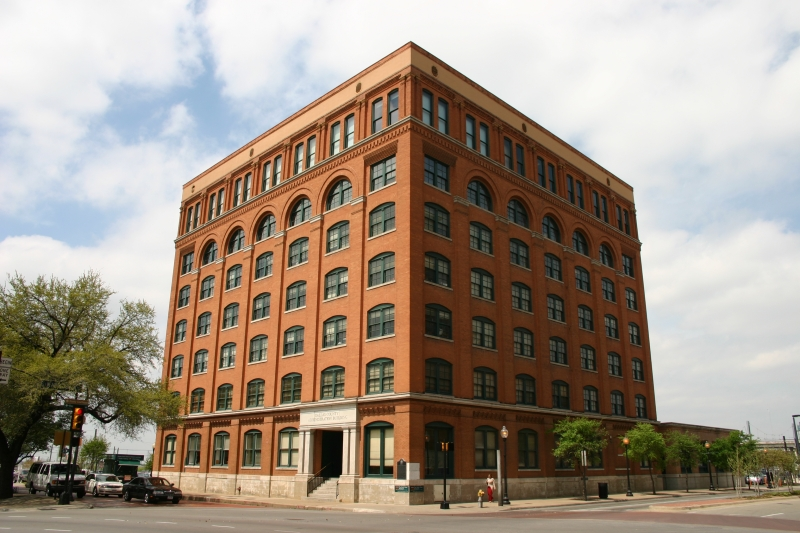
A tankönyvraktár épülete 2005-ben

### Filmfelvételek

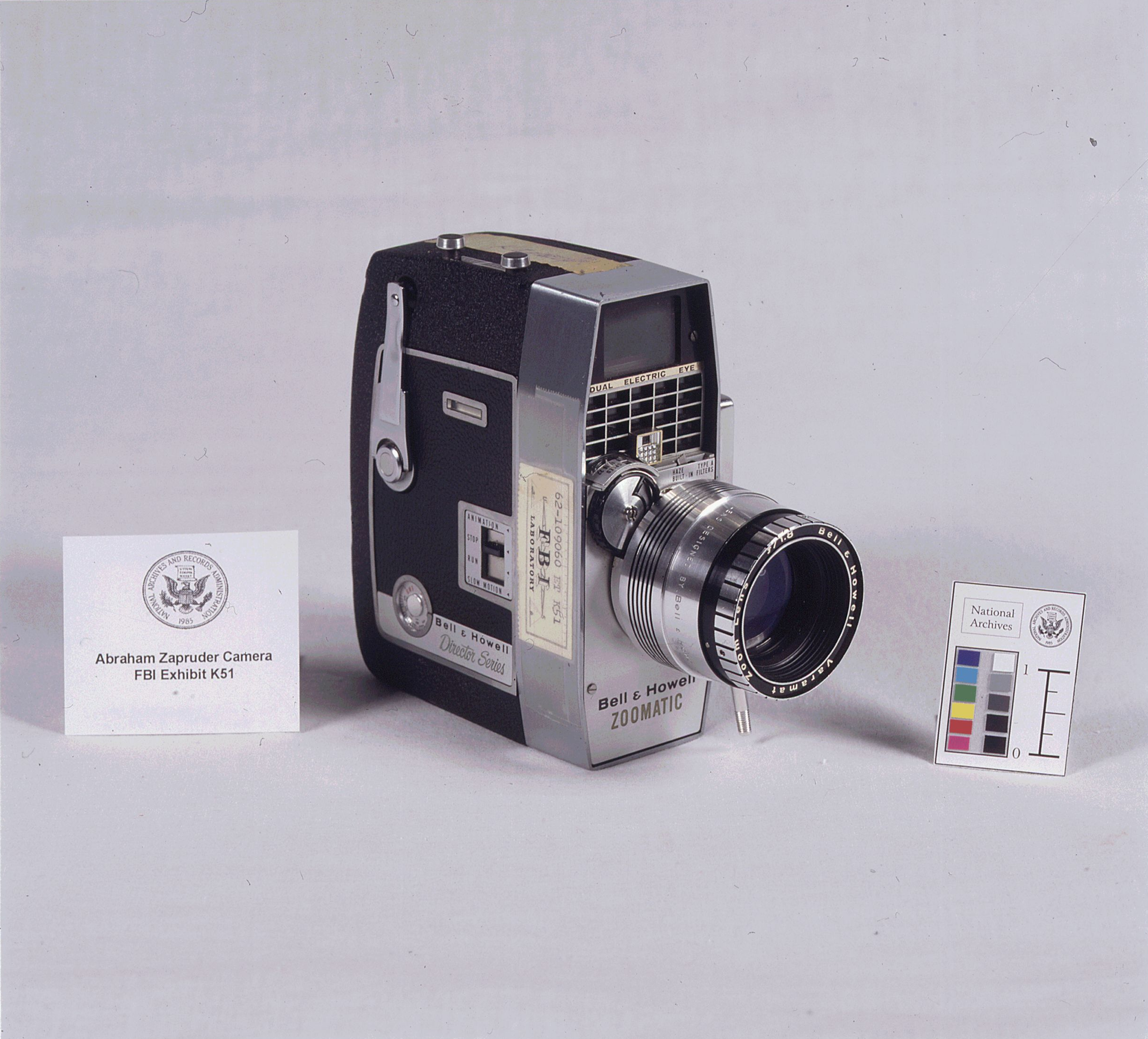
Abraham Zapruder kamerája

A legfontosabb és legtöbbet elemzett amatőr film a Zapruder film, amely 486 kockát tartalmaz, aminek normál sebességen a lejátszási ideje 26,6 másodperc.
- JFK Assassination Zapruder Stabilized Motion Panorama HD, youtube.com
- A Zapruder film 486 filmkockája, ami a merénylet elemzésének szempontjából fontossá vált
- A Nix film,  a YouTube oldalán
- A Bell film a YouTube oldalán
- A Hughes film a YouTube oldalán
- A Dorman film a YouTube oldalán
- A Wiegman film a YouTube oldalán
- A Towner film a YouTube oldalán
- A Paschall film a YouTube oldalán
- A Muchmore film a YouTube oldalán
- A Jefferies film a YouTube oldalán
- A Martin film a YouTube oldalán
- A Couch film a YouTube oldalán

## Megjelenése a kultúrában
- Oliver Stone JFK – A nyitott dosszié (1991) címmel készített filmet a Kennedy-gyilkosságról.